# Орки (Средиземье)
О́рки (англ. Orcs) — в легендариуме Джона Р. Р. Толкина — злобный варварский народ, подчинявшийся Тёмному Властелину. По самой своей сути являлись искажениями Детей Илуватара, которых падший Вала Мелькор вывел из захваченных эльфов при помощи чёрной магии. Позднее стали самостоятельным народом Средиземья, всегда служившим Тьме и отличавшимся злобным нравом. Орки составляли основу армий как Мелькора (Моргота), так и Саурона.
Впервые орки появились уже в самых ранних из известных текстов Толкина, относящихся к группе «Утраченных Сказаний» (1914—1917 гг.). Практически с момента возникновения их образ находился в тесном взаимодействии с образом мифологических гоблинов, и в произведениях Толкина эти слова взаимозаменяемы.
Образ орков и само слово стали расхожими в произведениях фэнтези других писателей, хотя со временем представления об орках в литературе претерпели значительные изменения.

## Название
Слово «orc» происходит из староанглийского языка, где означает великана или демона. Сам Толкин утверждал, что взял его из средневековой поэмы «Беовульф», где оно применяется к гигантскому чудовищу Гренделю. В поздних письмах и некоторых неопубликованных работах Толкин писал это слово как «ork». Также в древнеримской мифологии упоминался демон подземелий по имени Орк (лат. Orcus).
Гномы называли этих существ rukhs (мн.ч. rakhâs), эльфы Синдар — orch (мн.ч. yrch), glamhoth (ед. ч. glamog), на Квенья имя им было — orco (мн.ч. orcor, orqui). На Чёрном наречии самоназвание орков — uruk, которое, в свою очередь, является искажением эльфийского именования. На Всеобщем языке и в языке Рохана употреблялось слово орк. По Толкину, на английский (и русский) язык должно переводиться словом гоблин. Так, в книге «Хоббит, или Туда и обратно» гоблины, которые устроили героям засаду на перевале через Мглистые горы, были на самом деле орками (англ. orcs).

## Описание

### Внешность
Из письма № 210: «Со всей определённостью говорится, что орки — это искажение «человекоподобного» обличия эльфов и людей. Они (есть или были) приземистые, раздавшиеся вширь, с плоскими носами, землистой кожей, широкими пастями и раскосыми глазами: по сути дела, ухудшенные и отталкивающие разновидности самых непривлекательных (с точки зрения европейцев) монголоидных типов».

### Характер
Орки враждебны всему прекрасному и чистому, склонны к вандализму (они разрушили и осквернили все памятники дунэдайн в Минас-Итиле). Они не гнушаются каннибализмом и с удовольствием поедают трупы, включая собственных сородичей. При этом орки склонны к инженерному мышлению: они умеют создавать сложные устройства, в особенности боевые и пыточные механизмы. В этом образе, как считается, профессор Толкин противопоставлял несимпатичный ему технический прогресс высокой культуре.
Орки враждуют с людьми Запада, эльфами, гномами и большинством других «светлых» народов Средиземья. Их союзниками, обычно временными, выступают тролли, варги (волки), истерлинги и харадрим. Общество орков управляется вождями, однако, ввиду склонности этого народа к распрям, власть среди них держится только на силе и страхе. В порядке вещей для вожака отрубить пару голов смутьянам, хотя командиры также могут подвергнуться взысканиям: известно, что вожак мордорских уруков Шаграт был сварен, и из разговора орков-разведчиков, подслушанного Фродо и Сэмом, такое наказание — не редкость. Мелкие драки и стычки возникали даже в армиях Саурона в Мордоре и сильных вожаков в Мглистых горах.

### Язык
Языком орков является Чёрное Наречие, язык, родственный эльфийскому квенья. Его создал для орков Саурон, смешав отдельные слова из других языков, причём каждое племя выработало свой с течением времени особый диалект. На Чёрном Наречии, в частности, сделана знаменитая надпись на Кольце Всевластья.
Ash Nazg durbatulûk, Ash Nazg gimbatul, 

Ash Nazg thrakatulûk agh Burzum-ishi krimpatul.
В дословном переводе:
Одно кольцо, чтоб править всеми, одно кольцо, чтобы найти их,

Одно кольцо, чтобы собрать их всех и в темноте связать их.
В Третью Эпоху из-за разрозненности и массовой гибели племён многие орки забыли Чёрное Наречие, и оно перестало быть их общим языком. Вместо этого орки зачастую использовали человеческий язык (вестрон) для сообщения между разными племенами. Так, например, мордорские орки и урук-хай, захватившие Пиппина и Мерри, разговаривали между собой на понятном хоббитам языке.

## История

### Появление
Согласно «Сильмариллиону», первые орки были выведены Морготом в Первую Эпоху в Утумно из захваченных эльфов (при этом данная версия сформулирована в корпусе текстов фразой «мало что известно достоверно, но мудрые в Эрессеа говорят»). С помощью своей чёрной магии и пыток он извратил их сущность, придав уродливую внешность и злобный нрав. Эти орки служили своему господину из страха, в глубине души ненавидя его. Вероятно, эти орки сохраняли свою память и эльфийское долголетие, а их души после смерти попадали в Чертоги Мандоса, оставаясь там до конца мира.
В ранних черновиках Толкина, изданных в сборнике «История Средиземья», описывалась другая теория возникновения орков. По ней, Мелькор создал своих подручных из камня и глины и оживил их, как Аулэ гномов. Позже Толкин неоднократно пытался переосмыслить происхождение орков, а также отверг теорию о происхождении орков от эльфов и выдвинул другие: происхождение орков от неких животных или даже от людей (для этого он даже решил перенести время пробуждения людей). Некоторые орки происходили от меньших духов — майар, которые воплощались в орочьих телах. Обычно они становились предводителями орочьих племен. Вероятно, автор больше всего склонялся к версии «животного» происхождения, которая подразумевала отсутствие души (но при этом сочеталось разное происхождение, будь то искажение зверей, изгнание душ из людских и эльфийских тел или даже потомство «болдогов», т. е. майар в орочьих обличьях). Вместе с этим, Толкин склонялся к мысли, что ещё в Первую Эпоху Моргот мог скрещивать орков с искажёнными людьми, чтобы выводить «улучшенные» породы орков. Таковая концепция описывается не только в 10-м томе «Истории Средиземья», но и в сборнике «Природа Средиземья». Тем не менее, в ряде текстов Толкин ясно подчёркивал, что орки являлись безусловно «воплощёнными» существами подобно эльфам, людям и гномам, т. е. наделёнными разумной душой, пускай и изуродованными Морготом как физически, так и мировоззренчески.
Изначально орки появились в Утумно, первой крепости Моргота, и её окрестностях на крайнем севере Средиземья. После пленения Моргота Валар разведением орков в тайне занимался Саурон уже в Ангбанде, ожидая возвращения своего господина. Ещё до возвращения Моргота орки периодически проникали на юг, в Белерианд, причём первыми с ними столкнулись гномы Синих гор. Затем войска орков и троллей принимали участие в обороне Ангбанда и захватнических походах Моргота. В «Сильмариллионе» неоднократно упоминаются их военные преступления, такие как убийства мирных жителей и издевательства над пленными. В союзе с драконами и балрогами, а также несколькими народами союзных Морготу людей (Бродда, Смуглые Люди и др.) они одержали победу над эльфами и людьми в битве Нирнаэт Арноэдиад, распространив власть Моргота почти на весь Белерианд. Однако многочисленная армия Валинора взяла штурмом Ангбанд (события, известные как Война Гнева), сокрушив при этом неисчислимые легионы орков, и Моргот был взят в плен. В результате боевых действий север Средиземья превратился в пустыню, тогда как бо́льшая часть Белерианда ушла под воду.
После падения Моргота уцелевшие орки расселились по Средиземью. Валар и майар отвернулись от них, придя к выводу, что зло в их сердцах неискоренимо.

### Орки как народ Средиземья

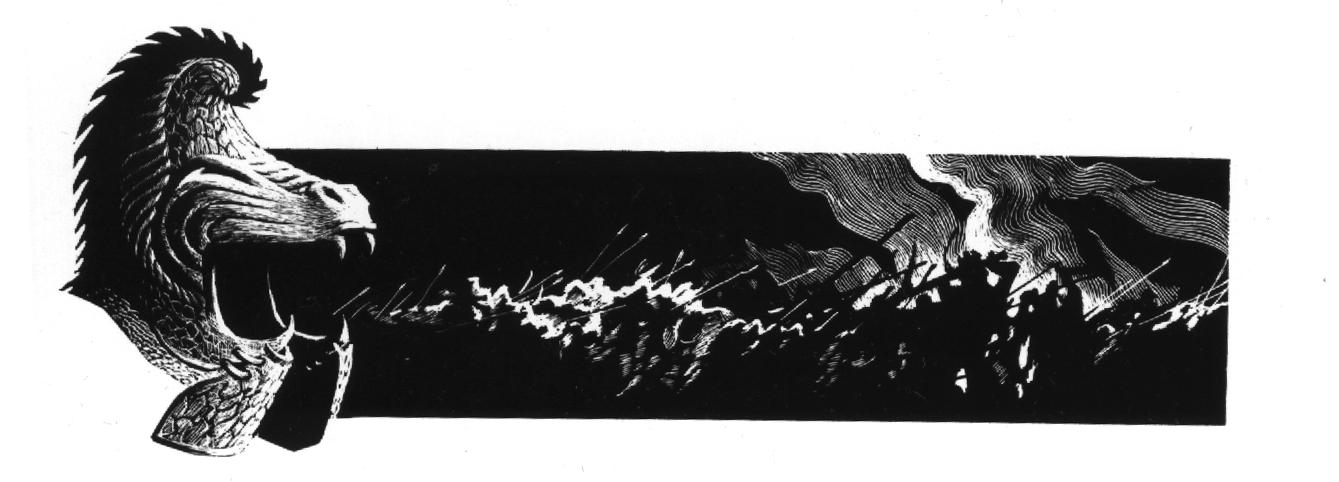
Иллюстрация А. В. Коротича

Первые упоминания об орках в Средиземье появляются в Древние Дни, незадолго до возвращения Мелькора. Вести о них принесли королю Дориата Тинголу гномы. После падения Мелькора в конце Первой Эпохи уцелевшие орки начали заселять Серые и Мглистые (Туманные) горы. Увеличившись в численности, они стали нападать на гномов. Вероятно, со временем орки проникли на территорию Мордора, где некоторые племена перешли на службу Саурону. Во Вторую эпоху часть орков населяла Мордор и служила Саурону. Однако большая часть орков жила на Севере, в том числе в Мглистых и Серых горах. Они принимали участие в его войнах с эльфами, а двести лет спустя — с Гондором. Армии орков захватили Минас-Итиль и разоряли Итилиэн до тех пор, пока армии Последнего Союза людей-дунэдайн и эльфов не двинулись на них карательным походом. Битва при Дагорладе была выиграна людьми и эльфами, и союзные войска вошли в Мордор, осадив Барад-дур. Осада длилась семь лет, пока кольцо её не сжалось настолько, что Саурон был вынужден лично выйти в бой. В битве с ним пали Элендил и Гил-Галад, но и сам Саурон не уцелел, и Исилдур обломком меча отрубил палец с Кольцом у своего поверженного врага. Победившие армии разорили Мордор и возвели крепости для контроля за выходами из него. Однако именно нападение отряда уцелевших орков в долине Андуина у подножия Мглистых гор стало причиной гибели Исилдура, когда тот возвращался с войны на север. Представление, что все орки служили Саурону, вероятнее всего, неверно. К концу Третьей Эпохи далеко не все племена орков в Мордоре охотно служили Саурону, хотя сотрудничали с посланными им эмиссарами, иногда усиливались элитными частями Мордора — чёрными уруками, устраивали по указанию Саурона рейды в долину Андуина и участвовали в первом штурме Лориэна, но показательные роптание и недовольство, как известно, связано с «духом ненависти», то есть с вложенной в них волей Моргота при создании. Орки Мории, участвовавшие в нападении на Братство Кольца у Аргоната, в отличие от мордорских орков и урук-хай Сарумана (те были у мага на службе) считали своей целью не пленение хоббитов, а месть за погибших вожаков, в связи с чем и попытались прорваться к Мглистым горам; лишь появление конницы Эомера вынудило их подчиниться Углуку. Участие морийских орков в Войне Кольца, похоже, закончилось первым штурмом Лориэна; мощь эльфийской магии, атака энтов и умелая оборона галадримов привели к тому, что основные силы штурмующих позже составил гарнизон Дол-Гулдура.
После развоплощения Саурона мордорские орки на несколько тысячелетий были предоставлены сами себе, хотя, если учесть их природу, часть из них, вероятно, вымерла, а прочие, судя по всему, контролировались локальными властителями, такими как болдоги (так, например, Азог является потомком болдога). Автономное же существование орков, если только это не диаспоры людской природы, вряд ли представляется возможным. Орки Мглистых гор, и ранее подчинявшиеся Саурону лишь номинально в конце Третьей Эпохи, воспользовавшись случаем, захватили Морию — древнее королевство гномов, покинутое ими из-за появления балрога, древнего демона, чудом уцелевшего при разрушении Ангбанда. Либо орки вступили с балрогом в союз, либо балрог, изгнав гномов, впал в спячку, поскольку орки мифрил не добывали, а захватили брошенное гномами. Позднее, когда гномы оставили богатые золотом Серые горы из-за драконьих атак, орки постепенно их заселили. После того как Эребор захватил дракон Смауг, Трор в одиночку проник в Морию и был убит орками Азога (о роли балрога в этом событии ничего не сказано, известно лишь, что вошедший было в Морию Даин Железностоп почувствовал присутствие неодолимой злой мощи в недрах и отговорил праздновавших победу над орками Азога гномов возвращаться в Кхазад-Дум). Страстно желая отомстить за короля старейшего и главнейшего рода и наследника Дурина, гномы объявили оркам войну и нанесли им окончательное поражение в битве при Азанулбизаре, в которой убили Азога. Однако гномы не посмели штурмовать хорошо укреплённую Морию (особенно памятуя то, что в её глубинах скрывался балрог). Королю Азогу наследовал его сын, Больг, который был убит 150 лет спустя в Битве Пяти Народов под Эребором, однако Мория оставалась под властью орков ещё несколько десятилетий. Попытка Балина отбить Морию после пяти неполных лет правления закончилась гибелью его и всего его отряда от рук пришедших с востока орков и пробудившегося балрога. Лишь после уничтожения балрога Гэндальфом и разгрома Саурона гномы смогли заняться полноценным возрождением королевства, при Дурине VII окончательно восстановили его и перенесли столицу королей Дома Дурина в Морию.
Несколько племён орков обитало на севере близ Гундабада, в северных отрогах Мглистых гор. С ними столкнулась экспедиция Торина Дубощита во время похода на Эребор и убила Верховного Гоблина. В союзе с Ангмаром эти же орки принимали участие в войнах против Арнора, что в итоге привело к разгрому и исчезновению этого государства, и хотя Ангмар был уничтожен эльфами и Гондором, остатки северных орков до конца Войны Кольца засели в подземельях Серых и Мглистых гор. В войне орков и гномов орочьи гарнизоны Серых и Мглистых Гор и горы Гундабад были перебиты, но перед Битвой Пяти Армий Гундабад был сборным пунктом объединённой армии орков во главе с Больгом, выступивших, чтобы отомстить за Верховного Гоблина Высокого Перевала и захватить Эребор. Три четверти армии полегло под Одинокой Горой, и Серые горы почти опустели. Однако уже к началу Войны Кольца (спустя 60 лет) Мглистый хребет опять кишел орками.

### Орки в Войне Кольца
С возрождением Саурона в конце Третьей Эпохи большинство орков вновь полноценно перешло под его контроль. По приказу Саурона они совершали набеги на Рохан, снова захватили Итилиэн. Обосновавшись в Итилиэне, орки уничтожили памятники искусства дунэдайн. Гондорские следопыты часто совершали карательные рейды по Итилиэну, уничтожая орков и их союзников, но не решались на открытое выступление. Позже их командиром стал итилиэнский наместник Фарамир.
Саруман, вступив в союз с Мордором, стал улучшать племя орков, скрещивая собственно орков и людей. Созданные таким образом гибриды были крупнее орков, достигая роста вровень с людьми, обладали внушительной физической силой и совершенно не боялись солнечного света. Помимо этих полуорков и орколюдей, костяк армии Изенгарда составляли могучие чёрные уруки (урук-хай), также лучше переносившие солнечный свет (вероятно, за счёт тренировок), и обычные орки Мглистых гор, разъезжавшие верхом на волках, а также группировки людей Дунланда, привлечённые Саруманом на службу.
В «Властелин колец: Две крепости» Арагорн так описывает орков:

Между тем Арагорн разглядывал убитых и сказал: Многие тут у них явились не из Мордора. Есть, как я понимаю, — а я в этом понимаю, — северные орки, с Мглистых гор. А есть и такие, что совсем невесть откуда. Да и снаряжены они по-особому. Среди мертвецов простерлись четыре крупных гоблина — смуглые, косоглазые, толстоногие, большерукие. При них были короткие широкие мечи, а не кривые ятаганы, какими рубятся орки, и луки из тиса, длиной и выгибом хоть бы и человеку впору. Щиты их носили незнакомую эмблему: малая белая длань на черном поле; над наличниками блистала светлая насечка — руническое С (Саруман).Оригинальный текст (англ.)And Aragorn looked on the slain, and he said: ‘Here lie many that are not folk of Mordor. Some are from the North, from the Misty Mountains, if I know anything of Orcs and their kinds. And here are others strange to me. Their gear is not after the manner of Orcs at all!’
There were four goblin-soldiers of greater stature, swart, slant-eyed, with thick legs and large hands. They were armed with short broad-bladed swords, not with the curved scimitars usual with Orcs; and they had bows of yew, in length and shape like the bows of Men. Upon their shields they bore a strange device: a small white hand in the centre of a black field; on the front of their iron helms was set an S-rune, wrought of some white metal.

Орки сражались на стороне альянса Мордора и Изенгарда во всех основных сражениях, в том числе в Хельмовом Ущелье и на Пелленорских полях. Основной тактикой орков была попытка подавить противника численностью, однако большинство ключевых сражений (кроме Осгилиатского) были ими проиграны.
После уничтожения Единого Кольца, гибели Саурона и обрушения его крепости орки обратились в бегство. По всей видимости, в Четвёртую Эпоху они попросту вымерли.

Изенгардский урук-хай из фильма «Властелин колец: Две крепости»

## Урук-хай

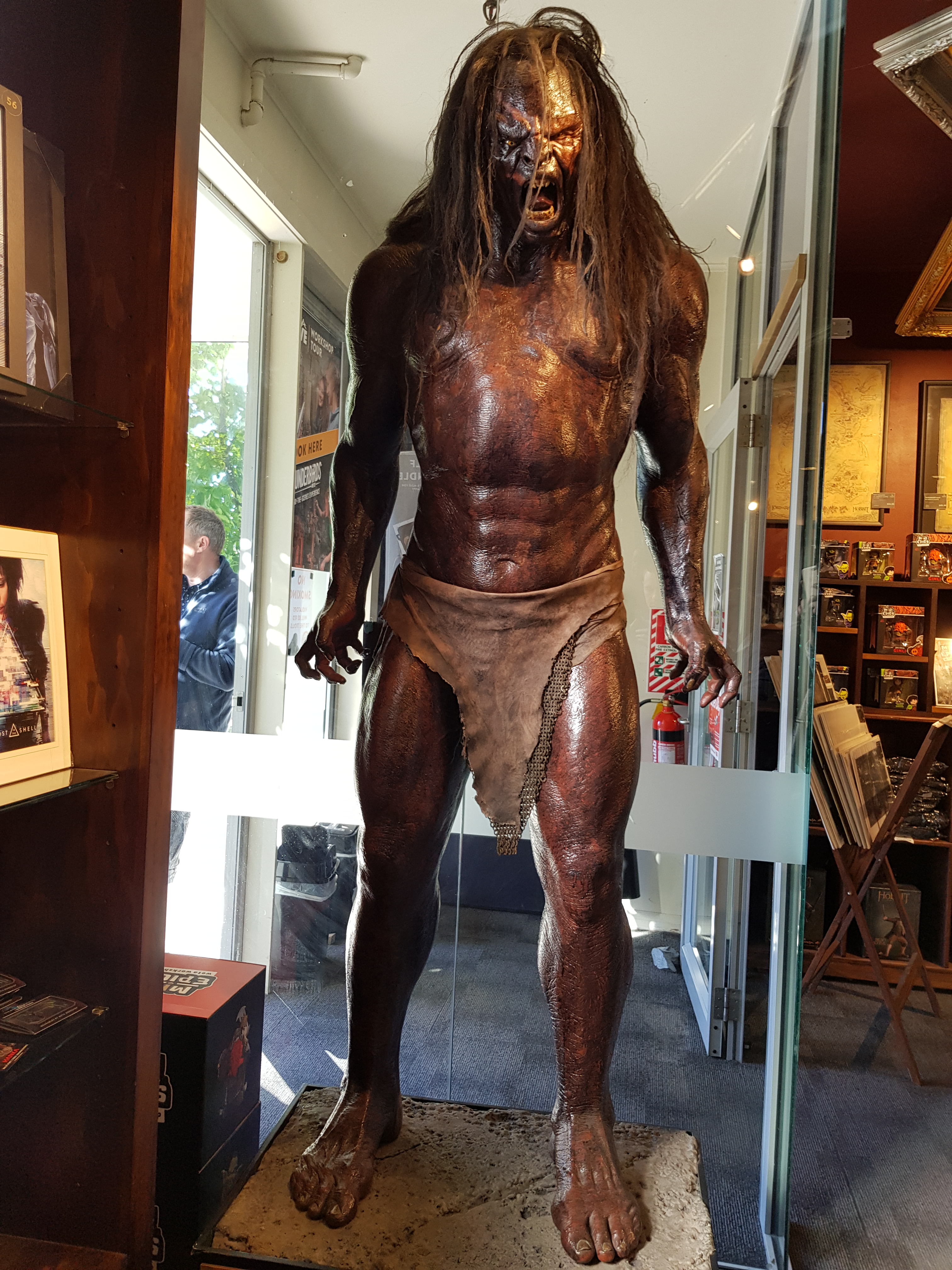
Полноразмерная фигура Лурца, предводителя урук-хай, в Вета-Кейв в Веллингтоне

Урук-хай (происходит от множественного числа для термина «урук» на орочьем языке) — особо крупная разновидность орков. Кристофер Толкин для наименования крупных орков использует английское Uruks вместо оркского «урук-хай» (Uruk-hai), а его отец, Дж. Р. Р. Толкин, неоднократно использовал оба эти слова как синонимы. Урук-хай буквально означает «народ орков», однако это слово было закреплено для обозначения больших орков-воинов Мордора и Изенгарда (в то время как другое слово орочьего происхождения — снага («раб») — применялось ко всем остальным оркам).
Первое упоминание об урук-хай относится к 2475 году Третьей Эпохи, когда полчища чёрных уруков выступили из Мордора и разорили Итилиэн, а также штурмом взяли Осгилиат. Ближе к Войне Кольца Боромир, сын наместника Гондора Дэнетора II, наголову разбил уруков и вернул Итилиэн, но Осгилиат уже лежал в руинах, а его гордость — каменный мост — был уничтожен. Следовательно, согласно записям Толкина, урук-хай — это творение Саурона, а не Сарумана (как сказано выше, сообщение об урук-хай Мордора датируется 2475 годом Т. Э., в то время как Саруман поселяется в Изенгарде в 2759 году, а урук-хай, служившие Саруману, появляются только после 2990 года, тем более что первое упоминание о его «генетических опытах» датируется примерно 3000 годом).
Творения Сарумана были названы «полуорками» и «орколюдами» и, помимо сражения за Хельмову Падь и Ортханк, упоминаются в начале путешествия четвёрки хоббитов в Бри («косоглазый южанин»). Кроме того, урук-хай и полуорки появляются как два разных народа во время битвы на Изенских Бродах. Урук-хай имели чёрную или смуглую кожу, клыки, горящие, словно угли, раскосые глаза, большие руки и мускулистые ноги. Это были высокие орки, ростом почти с человека. Урук-хай, как и другое творение Саурона — олог-хай (разновидность троллей, не боящихся солнца), очевидно, были выведены Сауроном с целью создания породы орков, не боящихся солнца.

## Известные орки
- Азог — повелитель орков, захвативший Морию, потомок болдога. Когда царь гномов Трор пришёл к нему, чтобы потребовать своё царство назад, Азог назвал его «нищим» и отрубил голову, а тело расчленил на пороге восточных врат Мории. Азог погиб в битве при Азанулбизаре от руки Даина.
- Болдог — один из предводителей орков Ангбанда, упоминается в третьем томе «Истории Средиземья»; будучи послан Морготом во главе отряда к границам Дориата с целью поимки Лютиэн Тинувиэль, был перехвачен воинами Тингола во главе с самим королём, которые истребили весь отряд вместе с предводителем; сам Болдог при этом пал от руки Тингола[10]. Также болдогами называются майар, облаченные в орочьи тела. Их же потомство представляет собой одну из концепций происхождения орков, тесно связанную с «животным» происхождением.
- Больг — сын Азога, командовавший полками гоблинов в Битве пяти воинств. Был убит Беорном (в фильме «Хоббит: Битва пяти воинств» — Леголасом).
- Верховный Гоблин — не упомянутый по имени правитель гоблинов Мглистых (Туманных) гор, захвативших в плен экспедицию Торина Дубощита. Вероятно, был потомком болдога. Убит Гэндальфом Серым.
- Гольфимбул — вождь гоблинов, совершивших набег на Шир. Был убит в сражении при Зеленополье в 1147 году Л. Ш. предводителем ополчения хоббитов Бандобрасом Туком, который снёс ему голову дубинкой и попал ею в кроличью нору. Так была выиграна битва (и, как утверждают сами хоббиты, заодно изобретена игра в гольф).
- Горбаг — начальник патруля орочьей стражи Минас-Моргула в Кирит Унголе, носил щит со знаком Лунного Лика. Был убит в ссоре со своим приятелем Шагратом из-за мифриловой кольчуги Фродо[11].
- Гришнак — мордорский орк, командир отряда, посланного Сауроном на поиски Хранителя Кольца. Убит воинами под командой Эомера.
- Углук — командир отряда урук-хай, посланных Саруманом за Хранителем Кольца. Жестоко поддерживал дисциплину в отряде, убивая тех орков, кто пытался съесть пленников. Убит Эомером в поединке.
- Шаграт — начальник урук-хай, комендант Кирит Унгола (носил щит со знаком Багрового Ока), убивший Горбага за мифриловую кольчугу Фродо, стараясь донести до Тёмного Властелина весть о присутствии в Мордоре врагов. Убив своего сотоварища и будучи им же ранен, сумел добежать до Барад-дура, где передал кольчугу и прочие вещи, найденные при Фродо, своему начальству. Был убит разгневанным на него Сауроном[12]. Вещи, принесённые Шагратом, впоследствии были представлены Гэндальфу и вождям Запада Голосом Саурона у Мораннона.
- Маухур (англ. Mauhúr) — воин из числа урук-хай Изенгарда, бывший предводителем отряда подкрепления, посланного через лес Фангорн на помощь Углуку, чей отряд был окружён группой рохиррим. Когда отряд Маухура атаковал, некоторые из рохиррим выдвинулись им навстречу, остальные же сомкнули кольцо вокруг лагеря Углука. Пленники Углука, Мерри и Пиппин, оказались вне кольца окружения и смогли бежать в лес Фангорн. В фильме «Две крепости» Маухур с самого начала бежит в Изенгард вместе с отрядом Углука. Он и все остальные орки были убиты в стычке с рохиррим, и голова, надетая на пику, в сцене утра после битвы всадников с орками, скорее всего, принадлежала ему.

### Неканонические орки
Перечисленные ниже орки изначально отсутствуют в книгах Толкина, но появляются в кинотрилогии «Властелин колец» Питера Джексона:
- Готмог — полководец Мордора, командовал армией Саурона в битве на Пелленорских полях, где был убит Гимли и Арагорном. Персонаж, специально придуманный для фильма «Возвращение короля», однако имя Готмога в книге упоминается (без указаний на расовую принадлежность — сказано лишь, что некий Готмог, управляющий крепости Минас-Моргул, принял командование армией Мордора после гибели Короля-Чародея).
- Лурц — персонаж, вымышленный специально для фильма «Братство Кольца», командир отряда урук-хай, который руководил нападением на Братство Кольца близ Амон Хен и лично убил Боромира. Был убит Арагорном. В книге не упоминается.
- Шарку — персонаж, вымышленный специально для фильма «Две крепости», командир отряда наездников на варгах, который был послан перехватить роханских беженцев на пути в Хельмову Падь. Был убит Арагорном, однако сам следопыт чудом не отправился на тот свет. В книге данное имя упоминается, но так орки Изенгарда называли Сарумана, что в переводе с Чёрного Наречия означает «старик».